# Santa Cruz Chignahuapan
Santa Cruz Chignahuapan är ett samhälle i kommunen Lerma i delstaten Mexiko i Mexiko. Orten hade 1 126 invånare vid folkräkningen år 2020.